# Kopriven
Kopriven (bulgariska: Копривен) är ett vattendrag i Bulgarien.   Det ligger i regionen Kjustendil, i den västra delen av landet, 70 km söder om huvudstaden Sofia.
Trakten runt Kopriven består i huvudsak av gräsmarker. Runt Kopriven är det ganska tätbefolkat, med 67 invånare per kvadratkilometer.